# Bucoda (Washington)
Bucoda (kiejtése: bjuːˈkoʊdə) az Amerikai Egyesült Államok északnyugati részén, Washington állam Thurston megyéjében elhelyezkedő város. A 2010. évi népszámlálási adatok alapján 562 lakosa van.

## Történet
Az első telepes az 1854-ben ideérkező Aaron Webster volt. Webster az 1860-as években telkét Oliver Sheadnek értékesítette, aki a helységnek a Seatco nevet adta, melynek jelentése „gonosz lélek” vagy „ördög”. Seatco vasútállomása 1872-ben nyílt meg. A Bucoda elnevezés három befektető – Buckley, Coulter és David – nevének összevonásával keletkezett. Az 1880-as években a három férfi szénbányászatba kezdett, azonban a nyersanyag rossz minőségű volt. 1874 és 1888 között itt működött Washington Territórium első börtöne, amely hírhedt volt a raboknak adott veszélyes fizikai munkákról. Az intézményt a Washingtoni Állami Fegyintézet átadásakor bezárták.
Bucoda 1910. június 7-én kapott városi rangot. A település víztornyát az 1980-as évek elején bontották el. A Mutual Lumber Mill üzeme egykor annyira sikeres volt, hogy a várost „a millió dolláros fizetés” néven említették. A gyáregység kétszer is leégett.

## Éghajlat
| Hónap                         | Jan.  | Feb.  | Már.  | Ápr. | Máj. | Jún. | Júl. | Aug. | Szep. | Okt. | Nov.  | Dec.  | Év    |
| ----------------------------- | ----- | ----- | ----- | ---- | ---- | ---- | ---- | ---- | ----- | ---- | ----- | ----- | ----- |
| Rekord max. hőmérséklet (°C)  | 20,0  | 23,9  | 29,4  | 33,9 | 36,7 | 38,9 | 41,7 | 39,4 | 37,8  | 33,3 | 23,9  | 22,8  | 41,7  |
| Átlagos max. hőmérséklet (°C) | 8,9   | 10,6  | 13,3  | 16,1 | 20,0 | 22,8 | 26,1 | 26,1 | 23,3  | 16,7 | 11,1  | 7,8   | 16,9  |
| Átlagos min. hőmérséklet (°C) | 2,2   | 1,7   | 3,9   | 5,0  | 7,8  | 10,6 | 12,2 | 12,2 | 9,4   | 6,7  | 3,9   | 1,7   | 6,5   |
| Rekord min. hőmérséklet (°C)  | −20,0 | −18,0 | −11,1 | −6,7 | −2,8 | −0,6 | −1,8 | 1,1  | −4,4  | −6,7 | −15,0 | −18,0 | −20,0 |
| Átl. csapadékmennyiség (mm)   | 173   | 126   | 124   | 91   | 65   | 49   | 15   | 24   | 41    | 110  | 200   | 181   | 1199  |
| Forrás: The Weather Channel   |       |       |       |      |      |      |      |      |       |      |       |       |       |

## Népesség
A 2010-es népszámláláskor a városnak 562 lakója, 222 háztartása és 148 családja volt. A népsűrűség 372,2 fő/km2. A lakóegységek száma 243, sűrűségük 160,9 db/km2. A lakosok 91,6%-a fehér, 1,2%-a afroamerikai, 0,9%-a indián, 0,5%-a ázsiai, 0,2%-a a Csendes-óceáni szigetekről származik, 1,8%-a egyéb, 3,7%-a pedig kettő vagy több etnikumú. A spanyol vagy latino származásúak aránya 5,7% (   )
A háztartások 30,2%-ában élt 18 évnél fiatalabb. 41,9% házas, 18,5% egyedülálló nő, 6,3% egyedülálló férfi, 33,3% pedig nem család. 22,5% egyedül élt; 7,2%-uk 65 éves vagy idősebb. Egy háztartásban átlagosan 2,53 személy élt; a családok átlagmérete 2,92 fő.
A medián életkor 40,3 év volt. A város lakóinak 20,1%-a 18 évesnél fiatalabb, 9,5% 18 és 24 év közötti, 26,3%-uk 25 és 44 év közötti, 31,1%-uk 45 és 64 év közötti, 12,8%-uk pedig 65 éves vagy idősebb. A lakosok 51,1%-a férfi, 48,9%-a pedig nő.

## Fordítás
- Ez a szócikk részben vagy egészben  a   Bucoda, Washington című angol Wikipédia-szócikk ezen változatának fordításán alapul.  Az eredeti cikk szerkesztőit annak laptörténete sorolja fel. Ez a jelzés csupán a megfogalmazás eredetét és a szerzői jogokat jelzi, nem szolgál a cikkben szereplő információk forrásmegjelöléseként.